# 오스 (네덜란드)

오스의 위치

오스(Oss)는 네덜란드 남부 노르트브라반트주의 도시이다.

## 지리
오스의 네덜란드 지도 (2015년 6월)